# Сучьяте (муниципалитет)
Сучьяте (исп. Suchiate) — муниципалитет в Мексике, штат Чьяпас, с административным центром в городе Сьюдад-Идальго. Численность населения, по данным переписи 2020 года, составила 41 672 человека.

## Общие сведения
Название Suchiate муниципалитет получил от одноимённой реки, протекающей в этих местах, и с языка науатль его можно перевести как — цветочная вода.
Площадь муниципалитета равна 236,1 км², что составляет 0,3 % от площади штата, а наиболее высоко расположенное поселение Санта-Моника, находится на высоте 33 метра.
Он граничит с другими муниципалитетами Чьяпаса: на севере с Фронтера-Идальго, на западе с Тапачулой, на востоке проходит государственная граница с Республикой Гватемала, а на юге омывается водами Тихого океана.

## Учреждение и состав
Муниципалитет был образован 4 июля 1925 года, по данным 2020 года в его состав входит 136 населённых пунктов, самые крупные из которых:
| Код INEGI                  | Населённый пункт                                                                              | Численность населения (2005 год) | Численность населения (2010 год) | Численность населения (2020 год) |
| -------------------------- | --------------------------------------------------------------------------------------------- | -------------------------------- | -------------------------------- | -------------------------------- |
| 087                        | Всего                                                                                         | 32976                            | 35056                            | 41672                            |
| 0001                       | Сьюдад-Идальго (исп. Ciudad Hidalgo) 14°40′46″ с. ш. 92°09′03″ з. д. (административный центр) | 14437                            | 14606                            | 17485                            |
| 0014                       | Ла-Либертад (исп. La Libertad) 14°35′32″ с. ш. 92°11′35″ з. д.                                | 4080                             | 4500                             | 5096                             |
| 0011                       | Игнасио-Лопес-Район (исп. Ignacio López Rayón) 14°37′25″ с. ш. 92°11′12″ з. д.                | 1470                             | 1573                             | 1691                             |
| 0184                       | Сучьяте (исп. Suchiate) 14°41′27″ с. ш. 92°09′34″ з. д.                                       | 609                              | 658                              | 1470                             |
| 0159                       | Куаутемок (исп. Cuauhtémoc) 14°35′59″ с. ш. 92°13′30″ з. д.                                   | 801                              | 883                              | 1078                             |
| 0016                       | Мигель-Алеман (исп. Miguel Alemán) 14°33′30″ с. ш. 92°12′59″ з. д.                            | 872                              | 949                              | 984                              |
| 0003                       | Бенито-Хуарес (Косалапа) (исп. Benito Juárez (Cosalapa)) 14°38′20″ с. ш. 92°16′00″ з. д.      | 644                              | 754                              | 947                              |
| 0170                       | Эль-Ганчо (исп. El Gancho) 14°33′52″ с. ш. 92°15′23″ з. д.                                    | 719                              | 752                              | 893                              |
| —                          | Прочие                                                                                        | 9344                             | 10381                            | 12028                            |
| Названия на карте Генштаба |                                                                                               |                                  |                                  |                                  |

## Экономическая деятельность
По статистическим данным 2000 года, работоспособное население занято по секторам экономики в следующих пропорциях:
- сельское хозяйство и животноводство — 44,3 %;
- промышленность и строительство — 10,2 %;
- торговля, сферы услуг и туризма — 42,5 %;
- безработные — 3,1 %.

## Инфраструктура
По статистическим данным 2020 года, инфраструктура развита следующим образом:
- электрификация: 97,9 %;
- водоснабжение: 55,9 %;
- водоотведение: 94 %.

## Туризм
Основными местами паломничества туристов являются берега реки Сучьяте, а также пляжи Тихого океана.